# جين اندروز
جين اندروز (10 مايو 1982 في نيوزيلندا - ) (بالإنجليزية: Gene Andrews)‏ هو لاعب كريكت نيوزلندي.

## وصلات خارجية
- جين اندروز على موقع إي آس بي آن كريك إنفو (الإنجليزية)